# Gmina Łukowica
Die Gmina Łukowica ist eine Landgemeinde im Powiat Limanowski in der Woiwodschaft Kleinpolen. Ihr Sitz ist das gleichnamige Dorf mit etwa 2150 Einwohnern.

## Geographie
Die Gemeinde liegt im Sandezer Becken im Süden Kleinpolens. Im Osten liegen die Niedere Beskiden, südlich die Sandezer Beskiden. Etwa 40 Kilometer südlich des Hauptorts verläuft die Staatsgrenze mit der Slowakei. Durch das Dorf fließt die Łukowica, die in den Dunajec mündet. Die Region gehört zum Einzugsgebiet der Weichsel.

## Geschichte
Nach Kriegsende gehörte das Dorf von 1975 bis 1998 zu der Woiwodschaft Nowy Sącz, danach zur Woiwodschaft Kleinpolen.

## Gliederung
Zur Landgemeinde (gmina wiejska) Łukowica gehören folgende zehn Dörfer mit einem Schulzenamt:
Jadamwola
Jastrzębie
Łukowica
Młyńczyska
Owieczka
Przyszowa I
Przyszowa II
Roztoka
Stronie
Świdnik
Eine weitere Ortschaft der Gemeinde ist Berdychów.

## Verkehr
Nördlich des Hauptorts verläuft die Landesstraße DK 28 von der Kreisstadt Limanowa nach Nowy Sącz. Die Entfernung nach Limanowa beträgt etwa zehn Kilometer, nach Nowy Sącz 20 Kilometer und nach Krakau ca. 70 Kilometer.